# Ron Vergouwen
Ron Vergouwen (12 december 1981) is een Nederlands,  radiomaker en journalist.
Hij is als sidekick te horen in De Perstribune  op NPO Radio 1 en presentator van de podcast Dit Was De Radio . Ook werkt hij als mediaduider voor andere nieuwsmedia. 

## Loopbaan
Na voltooide studies journalistiek aan de Fontys Hogeschool in Tilburg en Media & Cultuur aan de Universiteit van Amsterdam werkte hij onder andere als redacteur en verslaggever bij de mediaprogramma's AVRO Antenne 2 op  Radio 2 en Mediazaken op BNR Nieuwsradio.
Op NPO Radio 1 is hij sinds 2010 wekelijks te horen als sidekick in het MAX-programma De Perstribune. Hij presenteert daar onder meer de rubrieken met radio- en televisiemomenten. Van 2015 tot 2019 had hij ook vaste rubrieken op NPO Radio 5, onder andere in de programma’s Tijd voor MAX en Haandrikman.
Van begin 2018 tot eind 2020 was hij regelmatig te zien als vaste mediadeskundige aan de desk van RTL Boulevard.
Verder schrijft Vergouwen voor tv-gidsen over media en duidt hij ook in andere tv- en radioprogramma's de ontwikkelingen in het medianieuws.
Op NPO Radio 1 is hij ook regelmatig te horen in andere programma's als presentator, hij is onder andere de vaste vervanger van Astrid de Jong in het programma Nachtzuster. Verder is hij initiator en organisator van de verkiezing van het Radiomoment van het jaar op deze zender.
Samen met Arjan Snijders en Harm Edens maakt hij sinds 2020 de podcast Dit Was De Radio. Ook de podcast Daar Bleef Je Voor Thuis! (genomineerd voor de Han Peekel Prijs 2024) wordt door hem gepresenteerd.